# Medelpads golfdistriktsförbund
Medelpads golfdistriktsförbund omfattar golfklubbarna i Sundsvall, Timrå och Ånge kommuner.

## Golfklubbar i Medelpads golfdistriktsförbund

### Alnö golf club
Alnö golf club bildades 2001. Klubben har ännu ingen golfbana men under 2010 kommer drivingrangen att öppnas med 18 utslagsplater varav 3 st. under tak.

### Sköns golfklubb
Huvudartikel: Sköns golfklubb

### Sundsvalls golfklubb
Huvudartikel: Sundsvalls golfklubb

### Timrå golfklubb
Huvudartikel: Timrå golfklubb

### Hussborg golfklubb
Huvudartikel: Hussborg GK

### Öjestrands golf club
Huvudartikel: Öjestrands golf club